# رأس الخير
رأس الخير هي مدينة سعودية صناعية تقع على ساحل الخليج العربي، تبعد 80 كم شمال شرق مدينة الجبيل الصناعية. كانت تسمى سابقا رأس الزور، وتديرها الهيئة الملكية للجبيل وينبع. وتضم المدينة ميناء بحرياً مكون من أربعة أرصفة متخصصة لتصدير المعادن.

## مشاريع مدينة رأس الخير
يصل حجم الاستثمارات في مشاريع البنى الأساسية والمجمعات الصناعية التعدينية ما يزيد على 130 مليار ريال، بما يساهم بنحو 35 مليار ريال في الناتج المحلي، وإيجاد 12 ألف فرصة وظيفية مباشرة، وتتمثل مشاريع مدينة رأس الخير في مشروع سكة الحديد أو قطار التعدين، ومحطة رأس الخير لتحلية المياه وإنتاج الكهرباء، وميناء رأس الخير، ومنجم معادن للفوسفات في حزم الجلاميد بمنطقة الحدود الشمالية، ومنجم معادن للبوكسايت في البعيثة بمنطقة القصيم، ومجمع مصانع معادن للفوسفات ومجمع مصانع معادن الألمنيوم في رأس الخير إضافة إلى مشاريع البنية الأساسية والتحتية التي تنفذها الهيئة الملكية للجبيل وينبع.

## ميناء رأس الخير
- يتكون جسم الميناء من ثلاث بحيرات اصطناعية مساحتها الإجمالية (6,3) مليون متر مربع تقريباَ وهي محمية من جميع الجهات وقد خصصت البحيرة الغربية لحماية مأخذ مياه التبريد التي تغذي المجمع الصناعي أما البحيرة الشرقية فهي للتوسع المستقبلي للميناء ويشغل حوض الميناء البحيرة الرئيسية أو الوسطى وتبلغ مساحتها (3,3) مليون متر مربع وتحتوي على أرصفته.
- يتصل حوض الميناء الرئيسي بالبحر المكشوف بواسطة قناة اقتراب بحرية معلمة بالكامل بالمساعدات الملاحية طولها (13) ميل بحري وبعمق (16.2) متر وتنتهي قناة الاقتراب بحوض لدوران السفن قطره (700) متر.
- تتكون المرحلة الأولى من ثلاثة أرصفة بطول (785) متر وبعمق (15) متر وهي مخصصة لمناولة الأمونيا والأسمدة الكيمياوية والبضائع العامة بالإضافة إلى رصيف الخدمات بطول (121) متر وعمق (6) أمتار ويتم استخدام رصيف الخدمات لرسو القوارب الصغيرة كما نه مجهز بمزلقان لمناولة بضائع الدحرجة، وقد زودت كافة أرصفة الميناء بالمصدات الواقية وركائز الربط وذراع لتحميل مادة الامونيا للرصيف رقم (3) وسير ناقل ومعدة لتحميل الأسمدة الكيمياوية للرصيف رقم (2) مع السلالم الثابتة أما الرصيف رقم (1) فهو مخصص للبضائع العامة.
- زود الميناء بأعمال الموانئ من مرشدين وقاطرات ومراقبة بحرية والتفتيش البحري وتجهيزات السلامة.
- يضم الميناء أيضاً عدد من ساحات لتخزين المنتجات و (25) مبنى، منها مبنى الإدارة ومبنى الجمارك ومبنى حرس الحدود ومبنى الأمن ومبان أخرى لخدمات التشغيل والصيانة والمستودعات والبحرية.
- صمم الميناء ليتسع إلى عدد كبير من الأرصفة سيتم تطويرها وفقا لمتطلبات المجمع الصناعي في مدينة رأس الخير للصناعات التعدينية.

## أعمال البنية التحتية
بدأ العمل في تنفيذ الميناء عام 2008م وبتكلفة (2,4) مليار ريال وقد تم التعاقد على ذلك مع شركة (شاينا هاربور انجنيرنج المحدودة).

## الخدمات المقدمة من الميناء
- يخدم الميناء أكثر من (80) مشروع صناعي مختلف، ستقام في مدينة رأس الخير للصناعات التعدينية وتقدر حجم استثماراتها بأكثر من (100) مليار ريال، وسيتم من خلال أرصفة ميناء رأس الخير استقبال ألاف السفن وتصدير عشرات الملايين من الأطنان من منتجات المجمع الصناعي كما أن الميناء مجهز لاستقبال مواد البناء والأجهزة الخاصة بالمصانع التي تقام في المجمع الصناعي.
- استقبل الميناء (أول) سفينة في شهر فبراير لعام 2011م حيث تم تحميلها بأول شحنة من الأمونيا ثم تصديرها عن طريق الميناء ويتم الآن تصدير الأسمدة الكيمياوية واستقبال بضائع المشاريع بالإضافة إلى تصدير الامونيا.

### مشروعات الألمنيوم والفوسفات
يقع مجمع الأسمدة الفوسفاتية والألمنيوم في رأس الزور شمال مدينة الجبيل الصناعية على ساحل الخليج العربي ضمن مساحة مخصصة تغطي نحو 90 كم2. ويمثل قرب رأس الزور من مرافق إنتاج وشحن النفط والغاز في المنطقة الشرقية من المملكة العربية السعودية ميزة إستراتيجية ولوجستية.
وضمن المخطط الشامل سيتم إنشاء مرافق متكاملة للأسمدة والكيماويات، والبنية التحتية، وكذلك لإنشاء مصفاة الألومينا ومصهر الألمنيوم والبنية التحتية اللازمة لمشروع الألمنيوم. حيث سيتم معالجة واستخلاص الالومينا من خام البوكسايت المنقول بواسطة السكك الحديدية من منجم الزبيرة إلى رأس الزور والتي ستعالج بدورها في مصهر الألمنيوم في الموقع لإنتاج الألمنيوم.
في يوم 06/07/2011 تم تغيير اسم رأس الزور إلى رأس "الخير"